# Clase Gloire (1904)
La Clase Gloire ("Gloria") fue una clase de cruceros acorazados de la Marina Francesa. Los 5 buques que la formaban fueron botados entre 1900 y 1902, y entraron en servicio entre 1903 y 1904. 

## Descripción
La Gloire era una clase mejorada de la anterior Clase Guydeon de cruceros acorazados. La diferencia con los Guydeon consistía, básicamente, en una diferente distribución del armamento secundario de 163 mm.

### Características principales
Con un desplazamiento de 9856 toneladas y una longitud de 140 metros, los Gloire, propulsados por los 21 800 CV que le proporcionaban sus motores alimentados con carbón, estaban capacitados para alcanzar una velocidad de 21,5 nudos.

### Armamento
Su armamento principal se componía de 2 cañones de 194 mm y 40 calibres, montados en 2 torretas simples, instaladas una a proa y otra a popa.
El armamento secundario estaba compuesto de 8 cañones de 164 mm y 45 calibres, en 8 montajes simples (4 en torres y 4 en barbetas, simétricamente colocados a babor y estribor), y 6 cañones de 100 mm, en 6 torres simples, 3 en cada flanco. Completaban el armamento 4 tubos lanzatorpedos de 450 mm.

### Blindaje
Su blindaje era de 150 mm en su cintura acorazada, y 170 mm en las torres de artillería. La cubierta del buque tenía un grosor de 40 mm.

## Los buques
Los buques que formaban la clase eran los siguientes:
- Gloire, botado el 27 de junio de 1900. Alistado en 1904. Baja y desguace en 1922.[1]
- Marseillaise, botado el 14 de julio de 1900. Alistado en 1903. Baja en 1929, desguazado en 1933.[1]
- Sully, botado en junio de 1901. Naufragado en la bahía de Ha-Long, en Indochina, el 30 de septiembre de 1905.[1]
- Condé, botado el 12 de marzo de 1902. Alistado en 1904. Baja en 1933 y usado como blanco.[1]
- Amiral Aube, botado el 9 de mayo de 1902. Alistado en 1904. Baja y desguace en 1922.[1]